# Myrkur
A Myrkur Amalie Bruun dán énekesnő folk rock/black metal/gótikus rock projektje. 2014-ben alapította Koppenhágában. Különlegesség, hogy eredetileg teljesen ismeretlen volt, ki áll a Myrkur mögött. Lemezeit a Relapse Records jelenteti meg. A myrkur szó izlandi nyelven sötétséget jelent. Dán, illetve angol nyelven énekel.

## Tagok
- Amalie Bruun - ének, összes hangszer

## Diszkográfia
- M (2015)
- Mareridt (2017)
- Folkesange (2020)

## Egyéb kiadványok
EP-k
- Myrkur (2014)
- Juniper (2018)

Kislemezek
- Skaði (demó, 2014)
- Den Lille Piges Død (2015)
- Två Konungabarn (2017)
- Shadows of Silence (2017)
- Juniper (2018)
- Bonden og Kragen (2018)
- Ella (2019)
- Leaves of Yggdrasil (2020)